# Risa Wataya
Risa Wataya (綿矢 りさ, Wataya Risa, 1 de fevereiro de 1984) é uma romancista japonesa de Quioto. Seu romance Keritai senaka ganhou o Prêmio Akutagawa e já vendeu mais de um milhão de cópias. Wataya também ganhou o Prêmio Bungei e o Prêmio Kenzaburo Oe. Seu trabalho foi traduzido para alemão, italiano, francês, tailandês, coreano e inglês. 

## Biografia
Risa Wataya nasceu em Quioto, Japão. Sua mãe era professora universitária de inglês e seu pai trabalhava em uma empresa de roupas. Aos 17 anos, ela disse aos pais que estava estudando para os exames de admissão na universidade, mas na realidade ela estava escrevendo seu primeiro romance, intitulado Insutōru (インストール). Insutōru ganhou o 38º Prêmio Bungei em 2001, e, posteriormente, foi adaptado para um filme de 2004 com título homônimo nome, estrelado por Aya Ueto.
Depois de se formar na Escola Murasakino em Quioto, Risa Wataya estudou na Universidade de Waseda, onde defendeu uma tese sobre o livro Hashire Merosu (走れメロス), de Osamu Dazai. Em 2004, enquanto ainda estava na faculdade, Risa Wataya recebeu o Prêmio Akutagawa por seu romance Keritai senaka (蹴りたい背中), conjuntamente com Hitomi Kanehara, ambas sendo consideradas as mais jovens autoras a receberem o Prêmio Akutagawa. Aos 19 anos, Wataya se tornou a autora mais jovem e apenas a terceira aluna da Universidade de Waseda a ganhar o prêmio.
Risa Wataya não escreveu imediatamente mais romances depois de ganhar o Prêmio Akutagawa, mas trabalhou em vários empregos em Quioto, incluindo vender roupas em uma loja de departamentos e servindo como garçonete de hotel. Ela voltou à cena literária em 2007, com o livro Yume wo ataeru (夢を与える), e em 2010 seu romance Katte ni furuetero (勝手にふるえてろ) se tornou um best-seller no Japão. Em 2017, uma adaptação cinematográfica de Katte ni furuetero, dirigida por Akiko Ooku, estreou no Festival Internacional de Cinema de Tóquio e ganhou o Prêmio de Audiência.
Em 2012, seu romance Kawaisou da ne? (かわいそうだね？) ganhou o Prêmio Kenzaburo Oe.

## Vida pessoal
Wataya anunciou seu casamento em 2014. Seu primeiro filho nasceu no final de 2015.

## Estilo
O livro de estreia de Risa Wataya se concentrou em protagonistas femininas fortes no ambiente escolar de ensino médio. Suas obras abordam gênero, sexualidade e juventude, no entanto, a cobertura da mídia dos dois primeiros livros de Wataya tendia a retratá-la como mais conservadora do que Hitomi Kanehara, sua contemporânea e co-vencedora do 130º Prêmio Akutagawa.
Alguns de seus autores favoritos são: Osamu Dazai e Haruki Murakami.

## Prêmios
- 2001 - 38º Prêmio Bungei[3][20]
- 2003 - 130º Prêmio Akutagawa[7][21]
- 2012 - Prêmio Kenzaburo Oe[13]

## Adaptações
- 2004 - Insutōru (インストール)[5][22]
- 2017 -  Katte ni furuetero (勝手にふるえてろ)[11][23]

### Livros em japonês
- Insutōru (インストール). Kawade Shobo Shinsha, 2001. ISBN 4-309-01437-2
- Keritai senaka (蹴りたい背中). Kawade Shobo Shinsha, 2003. ISBN 4-309-01570-0
- Yume wo ataeru (夢を与える). Kawade Shobo Shinsha, 2007. ISBN 978-4309018041
- Katte ni furuetero (勝手にふるえてろ). Bungeishunju, 2010. ISBN 978-4-16-329640-1
- Kawaisou da ne? (かわいそうだね？). Bungeishunju, 2010. ISBN 978-4-16-380950-2